# Macrocera unipunctata
Macrocera unipunctata är en tvåvingeart som beskrevs av Tonnoir 1927. Macrocera unipunctata ingår i släktet Macrocera och familjen platthornsmyggor. Inga underarter finns listade i Catalogue of Life.